# Nimri
Nimri fou un estat tributari protegit, un jagir concedit a un noble rathor del clan machecha a la meitat del segle XVI amb títol de rawal, per Rawal Kosithal fill de Rawal Meghraj descendent de rawal Mallinath de Mehwo. Fou feudatari de Mewar. Els sobirans foren:

## Llista de rawals
1. Rawal Kalla Singh vers 1550 - 1568
2. Rawal bagh Singh 1568-1576 (mort a la batalla d'Haldighati el 18 de juny de 1576)
3. Rawal chandan Singh 1576 - ?
4. Rawal mohan das
5. Rawal amar Singh
6. Rawal bhim Singh
7. Rawal meghraj Singh 1691- ?
8. Rawal prithviraj Singh
9. Rawal harinath Singh
10. Rawal umaid Singh
11. Rawal vijai Singh
12. Rawal lakshman Singh
13. Rawal hamir Singh
14. Rawal tej Singh
15. Rawal dhonkal Singh
16. Rawal nahar Singh
17. Rawal narpat Singh
18. Rawal budh Singh
19. Rawal trilok Singh